# Englisch-Spanischer Krieg (1585–1604)

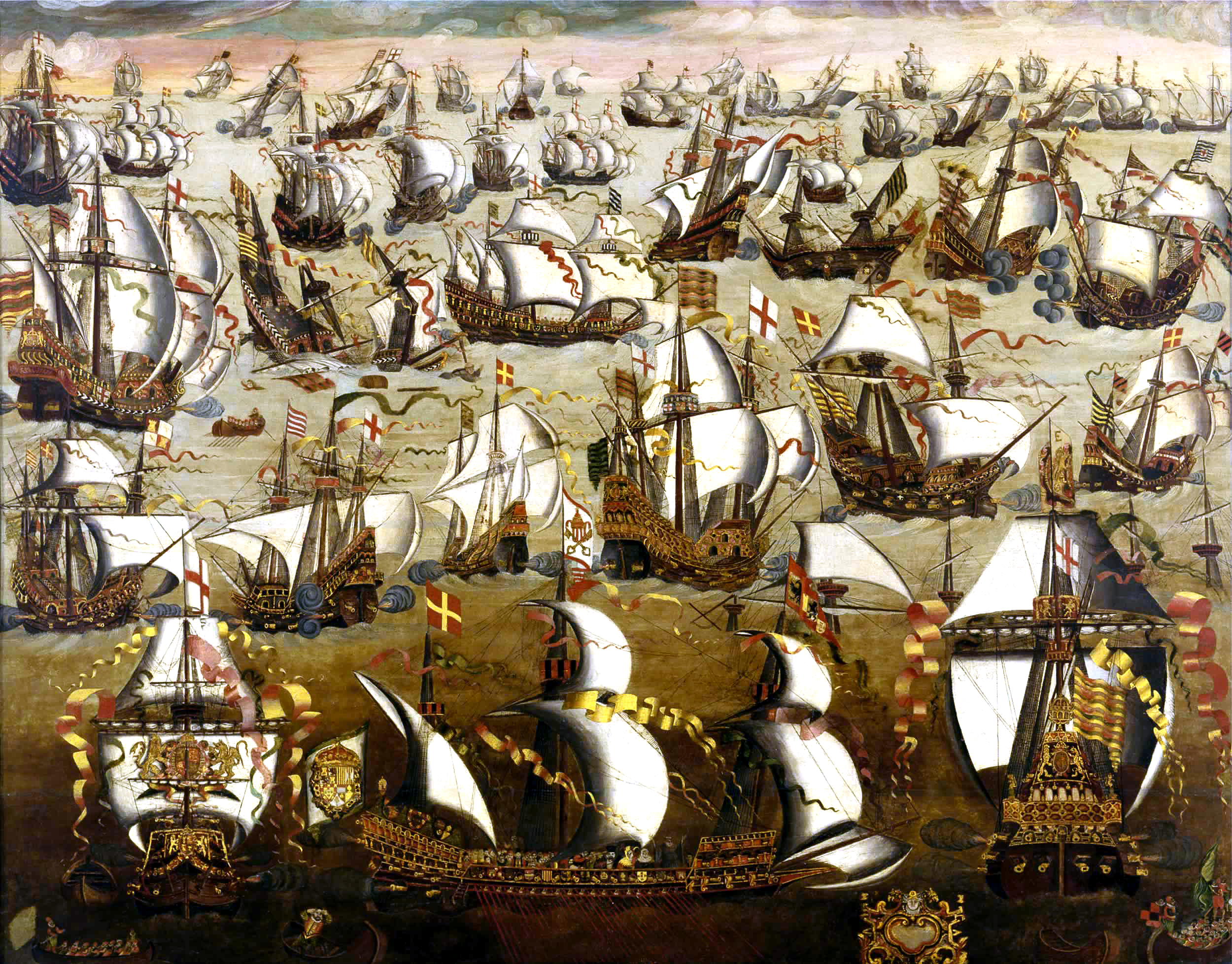
Die Schlacht zwischen der Spanischen Armada und der englischen Flotte (Gemälde der Englischen Schule, 16. Jahrhundert)

Der englisch-spanische Krieg von 1585 bis 1604 wurde insbesondere als Seekrieg geführt. Ursachen waren die wachsenden religiösen, ökonomischen und politischen Gegensätze. Diese manifestierten sich in der Unterstützung der englischen Katholiken durch Spanien und umgekehrt in der englischen Hilfe für die aufständischen Niederländer in der ersten Phase des Achtzigjährigen Krieges. Das Eindringen englischer Kaufleute und Piraten in die spanische Interessensphäre in Westindien trugen das ihre zur Verschärfung der Gegensätze bei. Als Beginn des nie offiziell erklärten Krieges gilt die Unterstützung der aufständischen Niederländer 1585 durch englische Truppen und der englische Überfall auf spanische Besitzungen in Westindien. Der Höhepunkt des Krieges war der gescheiterte Invasionsversuch der spanischen Armada 1588. Eine englische Armada unternahm 1589 einen Gegenangriff auf Lissabon mit einem vergleichbaren Aufwand an Schiffen und Soldaten, auch dieser blieb erfolglos. Es kam noch zu weiteren ähnlichen englischen Unternehmen gegen spanische Kolonien in Übersee (Westindien 1595) oder gegen die iberische Halbinsel (Eroberung von Cádiz 1596) selbst. Die Spanier versuchten ihrerseits mehrfach, Truppen in Irland zur Unterstützung der dortigen Aufständischen gegen die Engländer zu landen. Dies gelang erst 1601 am Ende des neunjährigen Krieges, ohne dass dem Unternehmen ein Erfolg beschieden war. Während des gesamten Verlaufes des Krieges spielten neben den größeren Unternehmungen Kaperfahrten kleiner Verbände oder einzelner Schiffe eine wichtige Rolle. Der Krieg endete mit dem Vertrag von London im Jahr 1604.

## Vorgeschichte

### Religiöse und ökonomische Interessenunterschiede

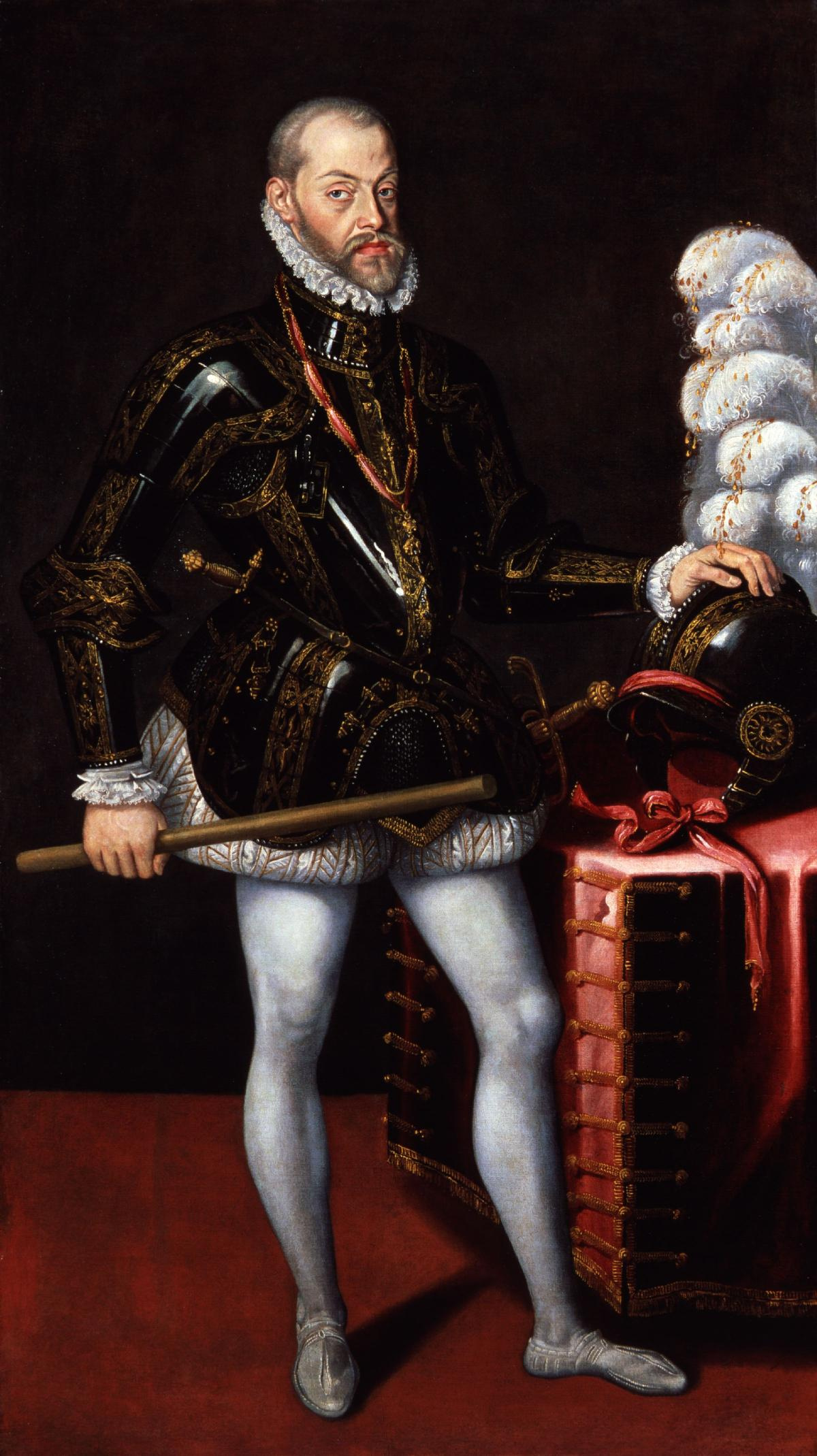
König Philipp II. von Spanien (unbekannter Maler um 1580)

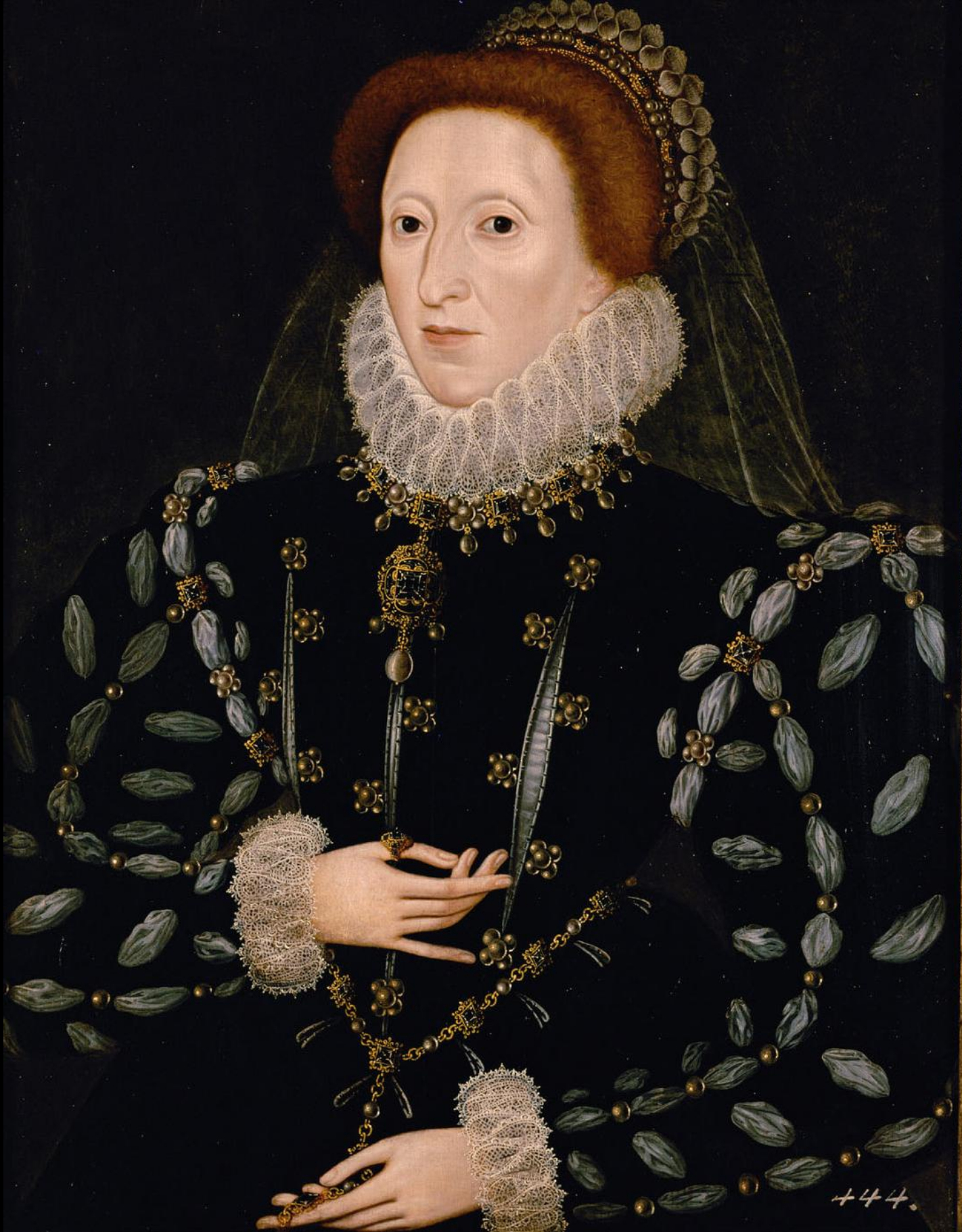
Königin Elisabeth von England um 1580

Es hatte in der ersten Hälfte des 16. Jahrhunderts über längere Zeit gute Beziehungen bis hin zu Bündnissen zwischen England und Spanien gegeben. So war Heinrich VIII. mit Katharina von Aragón verheiratet. Maria I. war mit Philipp II. verheiratet gewesen. Auch gab es intensive wenn auch letztlich vergebliche Bemühungen, Elisabeth I. durch Heirat an das Haus Habsburg zu binden.
Belastet wurde die Beziehung durch Reformation und Gegenreformation. Von Spanien aus wurden die verbliebenen Katholiken in England unterstützt. Bereits 1559 spielte Philipp II. mit dem Gedanken einer Besetzung Englands. Zudem unterstützte Spanien in den Jahren von 1569 bis 1572 Erhebungen in England.
In wirtschaftlicher Hinsicht beherrschten englische, niederländische und teilweise Schiffe aus Hansestädten den Handel zwischen der iberischen Halbinsel und dem nördlichen Europa. Auch in Westindien waren die Spanier nicht mehr konkurrenzlos. John Hawkins unternahm 1562/63 eine erste Reise, um afrikanische Sklaven in den spanischen Kolonien zu verkaufen. Die Spannungen entluden sich 1567/68 auf dessen dritter Reise in der Schlacht von San Juan de Ulúa.

### Englische Freibeuter
Es gab in England neben der normalen Piraterie seit längerem staatlich subventionierte und teilweise von der Krone mitfinanzierte Kaperunternehmen. Francis Drake überfiel 1572/1573 Nombre de Dios und einen Schatztransport bei Panama. Besonders spektakulär war etwa die Weltumsegelung des Francis Drake zwischen 1577 und 1580, bei der er unter anderem an der Küste des Pazifik reiche Beute machte. Elisabeth I. bestritt den spanisch-portugiesischen Entdeckeranspruch und die päpstliche Aufteilung der neuen Länder zwischen Spanien und Portugal. Die Kaperunternehmen ließen eine Gefahr für die spanische Vorherrschaft auf dem Meer am Horizont erscheinen. Dies wurde nach der Annexion Portugals durch Spanien 1580 noch verschärft. Die früheren portugiesischen Besitzungen wurden zu einem bevorzugten Angriffsziel von Freibeutern aus verschiedenen Ländern. Die Freibeuteraktionen haben erheblich zur Ausbildung der Feindschaft zwischen England und Spanien beigetragen. 1577 begann auf Betreiben von John Hawkins der Bau hochseetüchtiger Kriegsschiffe in England.

### Weg zum Krieg
Zunächst half England den Aufständischen gegen Spanien in den Niederlanden heimlich. Das Land gewährte Glaubensflüchtlingen eine Zuflucht. Mit Blockaden und Gegenblockaden wurde der wichtige Handel zwischen England und den Niederlanden weitgehend unterbunden. Im Jahr 1574 kam es zu einem englisch-spanischen Abkommen. Der Handel zwischen beiden Ländern wurde wieder aufgenommen. Gleichzeitig fanden niederländische Schiffe keine Zuflucht in englischen Häfen mehr. Außerdem wurden die Gegner Elisabeth I. aus dem spanischen Herrschaftsbereich ausgewiesen. Im Jahr 1570 erließ der Papst eine Bulle gegen Elisabeth I. Daraufhin kam es zu päpstlich-spanischen Versuchen Unruhen in Irland weiter zu schüren und es kam 1579 und 1580 sogar zu Invasionsversuchen. In dieser Zeit entwickelte sich in England die verbreitete Vorstellung, dass Spanien ein Feind des Landes sei. Verstärkt wurde dies durch eine Konfessionalisierung der Politik und den wachsenden Einfluss der Puritaner und die ökonomische Konkurrenz im Seehandel.
Im europäischen Mächtegeflecht wurde England der Hauptgegner Spaniens. Sollte England besiegt werden, hätte dies den Zusammenbruch der aufständischen Niederländer bedeutet. Auch ein möglicherweise protestantisch werdendes Frankreich wäre damit neutralisiert worden. Seitdem Spanien den Krieg mit den Osmanen beendet und sich mit Portugal vereinigt hatte, war die Flotte für einen Schlag gegen England stark genug. In den Niederlanden waren die Spanier unter Farnese zu dieser Zeit erfolgreich. Seit 1582/83 begannen daher in Spanien ernsthafte Überlegungen für ein groß angelegtes militärisches Unternehmen.
In England begann man sich auf eine Verteidigung auch zu Land einzurichten. Es wurden in erheblichem Umfang Truppen ausgehoben. Insbesondere Walter Raleigh plädierte jedoch dafür, vor allem die Verstärkung der Flotte voranzutreiben.
Die Beziehungen beider Länder zerbrachen 1584, als der spanische Botschafter ausgewiesen wurde. Der Vorwurf lautete, dass dieser in einen Mordanschlag auf Elisabeth I. verwickelt gewesen sei, mit dem Ziel Maria Stuart auf den englischen Thron zu bringen.

## Verlauf

### Englische Landung in den Niederlanden
Im Jahr 1585 versprach Elisabeth I. den aufständischen Niederländern im Vertrag von Nonsuch offen ihre Unterstützung. Die Engländer sagten die Unterstützung der Aufständischen mit Truppen und Material zu. Die Kosten waren nach dem Krieg zu erstatten. Die Nichterfüllung dieser Bedingung war ein Grund für den englisch-niederländischen Krieg von 1652. Umgekehrt verpflichteten sich die Niederländer, auf Anforderung Schiffe zu stellen.
Eine Militärexpedition unter Robert Dudley, 1. Earl of Leicester wurde in die Niederlande entsandt. Die Spanier internierten daraufhin englische und holländische Fahrzeuge und Schiffe der Hanse in spanischen Häfen. Leicester betrieb als Generalgouverneur in den Niederlanden eine Politik weniger im Interesse der englischen Regierung als vielmehr zu eigenen Gunsten. Er versuchte vergeblich die Stellung des verstorbenen Wilhelms von Oranien einzunehmen und machte sich unter den Niederländern Feinde. Er musste nach England zurückkehren und Elisabeth I. bemühte sich vergeblich um Frieden.

### Überfall auf Westindien

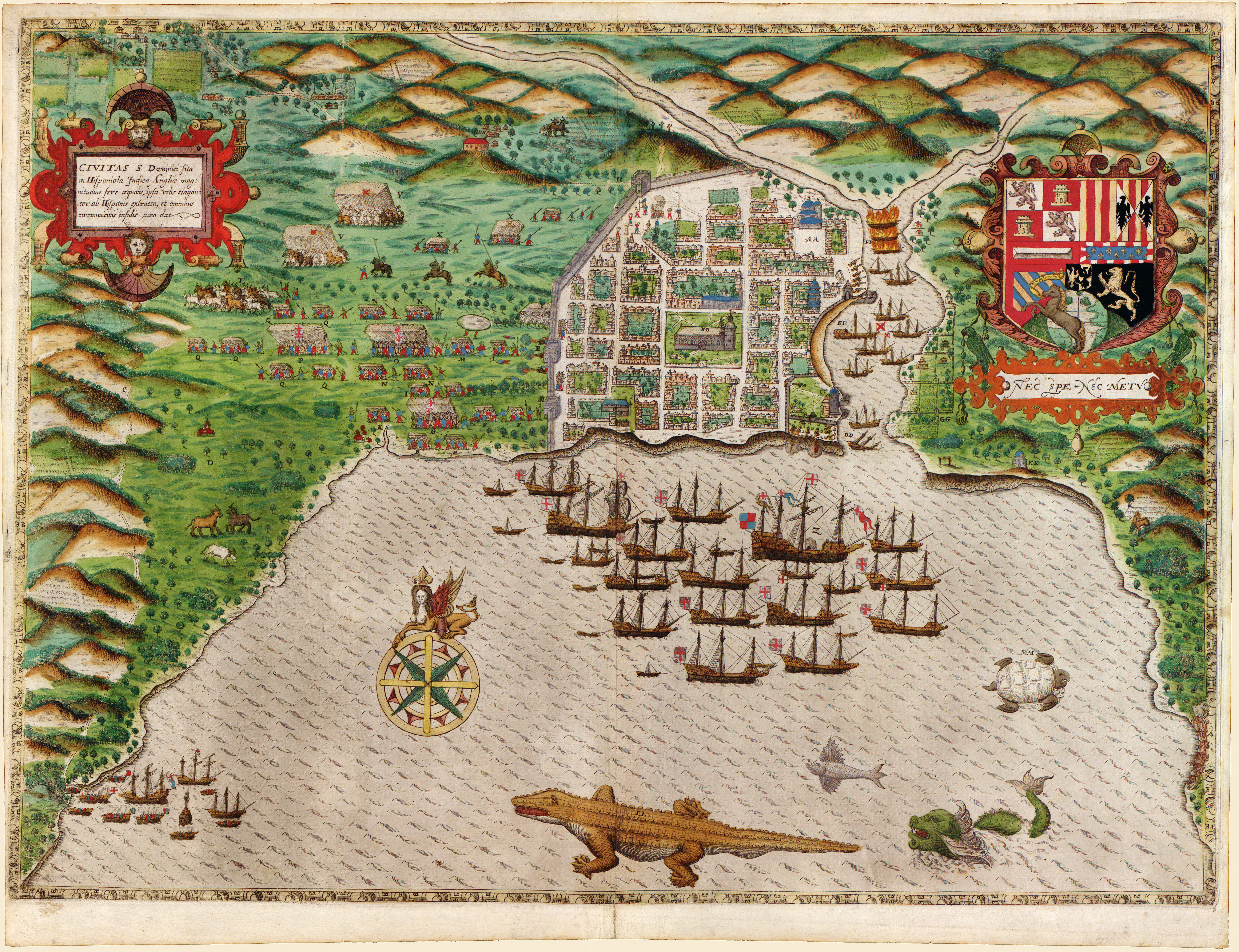
Angriff auf Santo Domingo, handkolorierter Kupferstich von Giovanni Battista Boazio, 1589

Zu einer Beilegung des englisch-spanischen Gegensatzes kam es nicht, vielmehr kam es bald zu offenen Feindseligkeiten und Elisabeth I. entsandte als Vergeltung für spanische Übergriffe Drake zum Angriff auf die spanischen Kolonien und zur Kaperung spanischer Schiffe. Dieser unternahm 1585 einen groß angelegten Überfall auf die spanischen Besitzungen in Westindien.
Dieser Angriff war kein privates Kaperunternehmen mehr, sondern ein offiziell von Elisabeth I. befohlener Flotteneinsatz. Daran beteiligt waren mindestens 25 Schiffe. An Bord waren neben den Seeleuten auch 2300 Soldaten. Es gelang der Flotte nicht, die spanische Silberflotte abzufangen. Stattdessen griff sie Vigo an der Küste Galiciens an und plünderte Santiago auf den Kapverdischen Inseln. Die Flotte fuhr in die Karibik und plünderte Santo Domingo und Cartagena. Weitere Pläne scheiterten an einer Fieberepidemie auf den Schiffen. Die Flotte nahm Kurs auf Virginia und nahm dort die gescheiterten ersten Siedler an Bord und kehrte nach England zurück.
Die Expedition hatte 750 Mann das Leben gekostet und war für die Aktionäre ein Verlustgeschäft. Die Aktion hat aber das spanische Ansehen gemindert. Insbesondere aber hat sie den Entschluss Philipp II. zu einer Invasion verstärkt.

### Invasionsvorbereitungen und Überfall auf Cadiz
Philipp II. plante ein breit angelegtes militärisches Vorgehen gegen England. Dies Vorhaben wurde vom Papst sanktioniert. Philipp wollte zum einen England wieder rekatholisieren und zum anderen seine Ansprüche auf den englischen Thron durchsetzen. Die Hinrichtung von Maria Stuart 1587 verschärfte den Gegensatz noch.

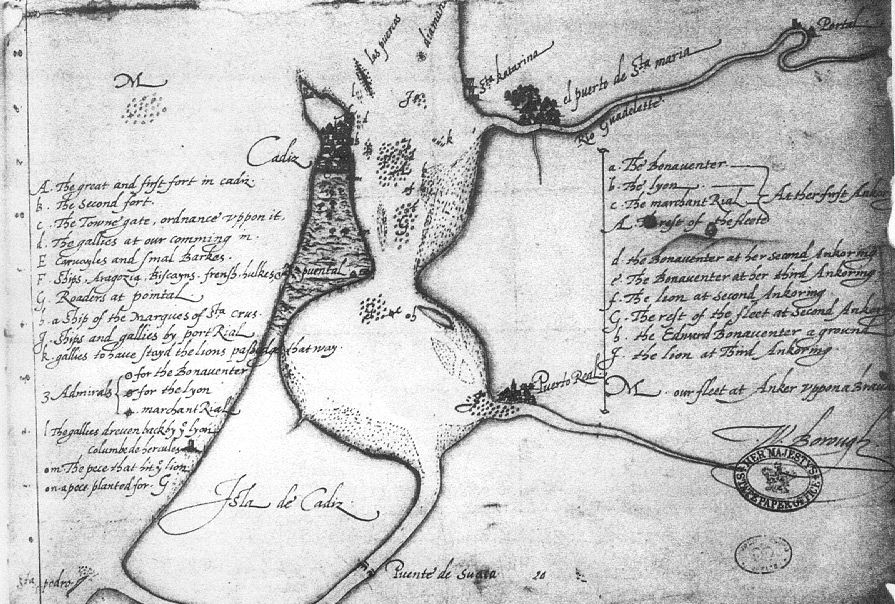
Karte von William Borough, die das Handeln von Francis Drake in Cadiz 1587 zeigt

Um die Kriegsvorbereitungen der Gegenseite zu behindern, wollte Admiral Drake mit etwa 30 bis 40 Schiffen – darunter einige neu gebaute Kriegsschiffe – im April 1587 die Bucht von Cadiz angreifen. Neben Kriegsschiffen der Krone waren auch gut bewaffnete Schiffe der Londoner Kaufmannschaft beteiligt. Ein Konsortium finanzierte das Unternehmen und erwartete Gewinne. Es gelang den englischen Schiffen die Gegner zu überraschen. Abgesehen von einigen Galeeren gab es kaum Widerstand und es gelang, eine große Anzahl von Schiffen zu zerstören. Darunter waren einige der stärksten spanischen Kriegsschiffe.
Die Flotte nahm Sagres ein, um einen Stützpunkt zu errichten. Drakes Stellvertreter William Borough kritisierte dies wie auch Drakes eigenmächtiges Vorgehen in Cadiz. Zwischen beiden Befehlshabern kam es zu heftigen Konflikten. Von Sagres aus störten die Engländer den spanischen Schiffsverkehr erheblich.
Die englischen Schiffe brachen in Richtung der Azoren auf, um ein mit wertvoller Fracht beladenes spanisches Schiff zu kapern. Die Beute, es handelte sich um persönliches Eigentum Philipp II., war so hoch, dass sich das Unternehmen finanziell rentiert hatte.
Drake sprach später davon, den Bart des spanischen Königs angesengt zu haben (Singeing the King of Spain’s Beard). Es gelang den Engländern mit dem Unternehmen die spanischen Rüstungsanstrengungen zurückzuwerfen. Außerdem war die spanische Flotte, die während der Aktion versuchte, Drake aufzuspüren, vom schlechten Wetter so stark betroffen worden, dass sie nicht sofort wieder auslaufen konnte. Im Juni 1587 kehrte die englische Flotte nach England zurück.

### Spanische Armada

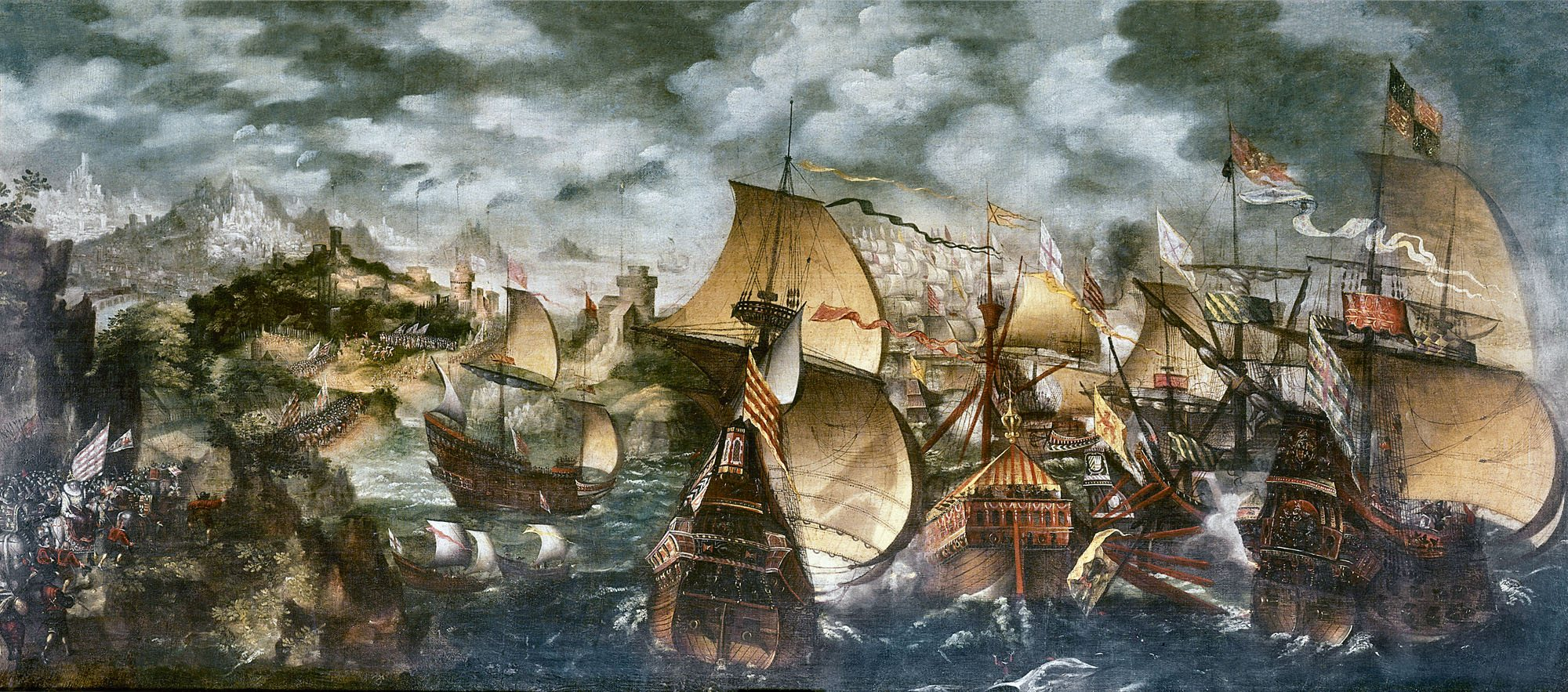
Schiffe der spanischen Armada laufen auf Riffe an der Küste von Cornwall auf

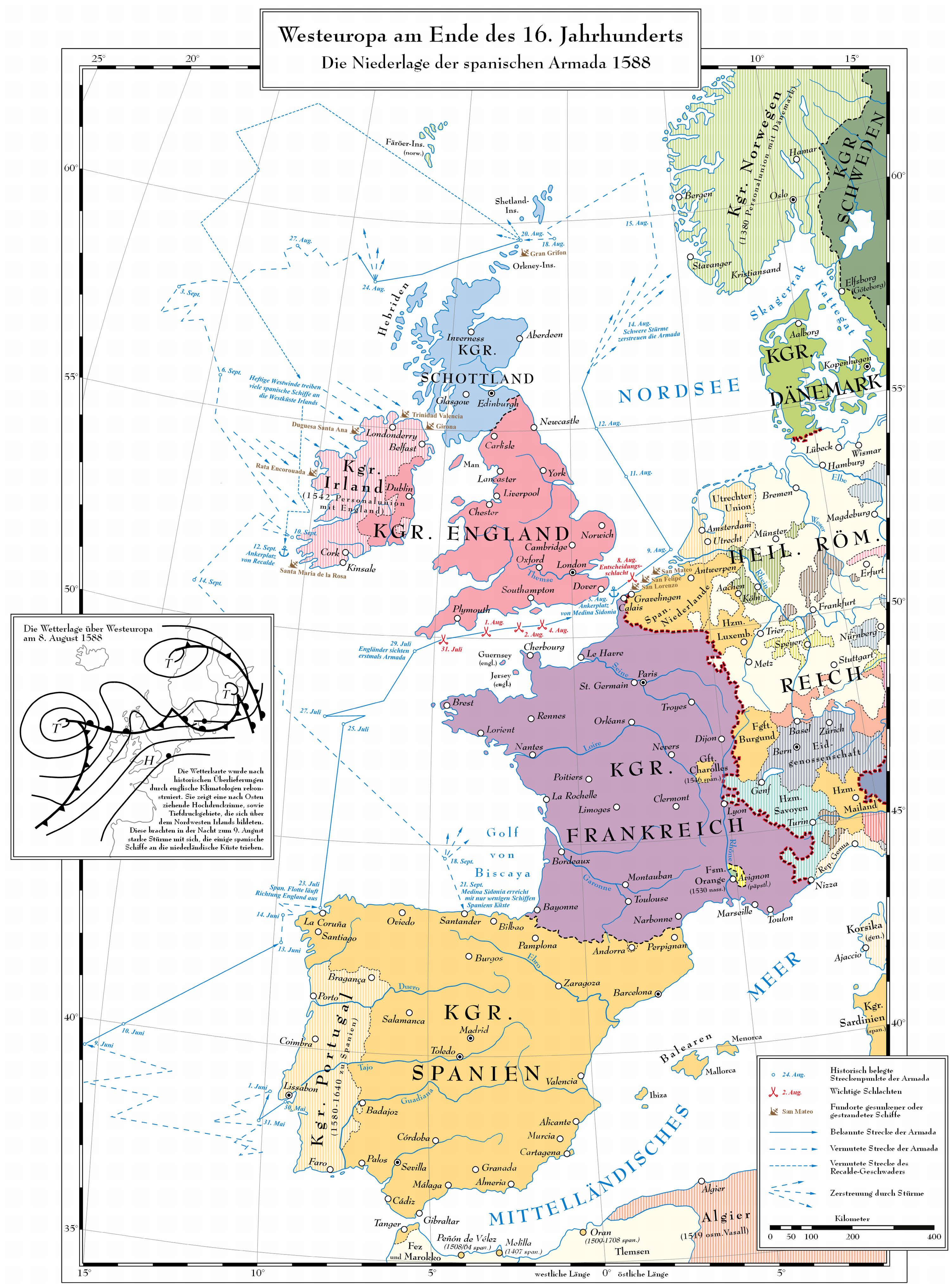
Westeuropa am Ende des 16. Jahrhunderts – Die Niederlage der Spanischen Armada 1588

Der Versuch Philipp II., eine mögliche Invasion Englands diplomatisch durch Verhandlungen mit den Osmanen, Schotten und Franzosen abzusichern, scheiterte zwar, änderte aber nichts mehr am Entschluss, den Angriff zu wagen. Die Spanier schätzten die Kosten auf sieben Millionen Dukaten. Der Papst sagte eine Million Dukaten nach der Eroberung der Insel zu.
Am 9. Mai 1588 verließ die Armada Lissabon mit dem Ziel, in England zu landen. Die Flotte bestand aus etwa 63 Galeonen und vergleichbaren großen Kriegsschiffen, hinzu kamen vier Galeassen und 32 kleinere Schiffe. Dazu kamen Versorgungsschiffe und andere Unterstützungseinheiten. An Bord waren etwa 19.000 Soldaten und 8.000 Seeleute. Kommandiert wurde das Unternehmen vom Herzog von Medina Sidonia. Die Flotte sollte die Armee Farneses in den Niederlanden an Bord nehmen und die Truppen in England anlanden.
Die englische Flotte bestand aus 62 Galeonen und vergleichbaren Einheiten. Hinzu kamen 43 kleinere Schiffe. Die Besatzung bestand aus 1.500 Soldaten und 14.000 Seeleuten. Befehlshaber der Engländer war Charles Howard, 1. Earl of Nottingham. Stellvertreter waren Drake und Hawkins.
Die englischen Schiffe waren meist kleiner als die spanischen. Nur acht von ihnen waren größer als 600 Tonnen. Hinsichtlich der Manövrierfähigkeit waren sie überlegen. Auf beiden Seiten bildeten die königlichen Kriegsschiffe zwar den Kern der Flotte, aber die meisten Schiffe waren Kauffahrer oder Schiffe von Freibeutern.
Der Kampf mit der englischen Flotte begann am 21. Juli und dauerte mit Unterbrechungen bis zum 30. Juli. Im Englischen Kanal griffen die Engländer die Spanier an und richteten erheblichen Schaden an. Dabei setzten sie auf den Fernkampf mit der Schiffsartillerie, während die Spanier auf den bislang üblichen Enterkampf eingerichtet waren. Allerdings erwies sich die Feuerkraft der Engländer auf lange Entfernung als zu gering, um die Bordwände der gegnerischen Schiffe zerschlagen zu können. Bei einer stärkeren Annäherung wären sie Gefahr gelaufen, selbst in die Reichweite der spanischen Geschütze zu geraten. Die Folge war, dass die über Tage anhaltenden Kämpfe im Kanal nur wenig Bedeutung hatten. Die Spanier verloren nur wenige Schiffe und keines davon durch Feindeinwirkung.
Als die spanische Armada vor Calais ankam, wurde bald klar, dass es aus verschiedenen Gründen unmöglich war, dass die Soldaten an Bord gehen konnten. Die Engländer hatten inzwischen Verstärkung erhalten, was sie den Spaniern zahlenmäßig überlegen machte. Zudem litt die spanische Flotte mittlerweile an Munitionsmangel, während die Engländer Nachschub bekommen konnten. Wenn auch nur relativ wenige spanische Schiffe versenkt wurden, waren die Schäden und Verluste der Spanier bei dem Kampf vor Calais groß.
Die Spanier flohen nach Norden. Dabei gingen zahlreiche Schiffe im Sturm unter oder liefen auf Riffe. Insgesamt ging etwa ein Viertel der Flotte verloren. Andere sprechen davon, dass nur etwa die Hälfte der Schiffe Spanien wieder erreichte. Damit war die Absicht einer Invasion gescheitert. Der Sieg wurde auf englischer Seite als Gottes Werk interpretiert. Auf spanischer Seite wurde der Plan zu einer radikalen Niederwerfung England nunmehr aufgegeben. Auf englischer Seite waren die Verluste durch direkte Kriegseinwirkungen gering, Seuchen hingegen töteten Tausende.

### Englische Armada

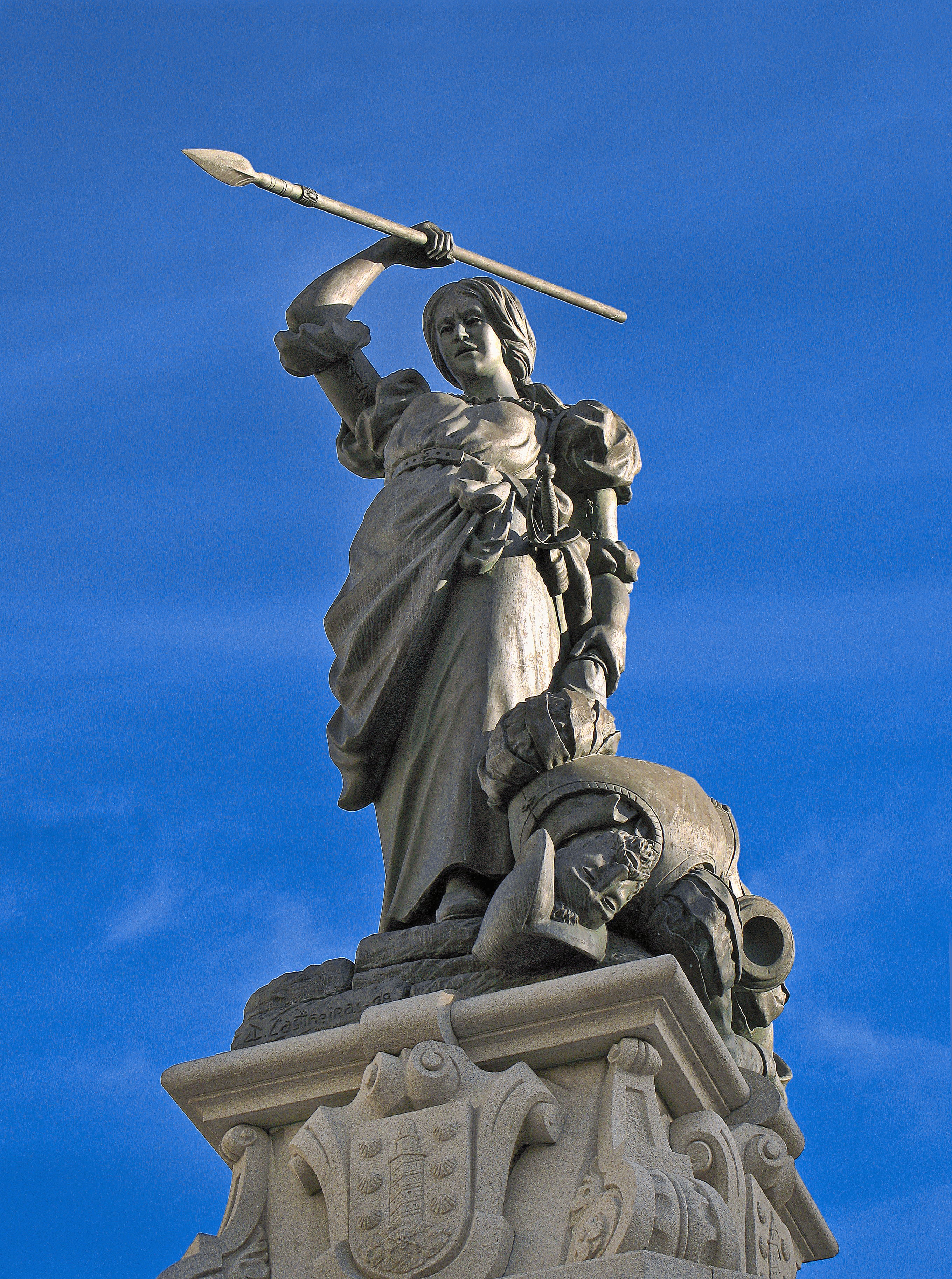
Denkmal der Maria Pita, die sich bei der Verteidigung von A Coruña hervorgetan hatte

Die Spanier verloren in der Folge der Niederlage den Kampf um die europaweite öffentliche Meinung. Man ging allgemein davon aus, dass ihre Macht nachhaltig geschwächt worden sei. Das Ereignis zeigte auch, dass die Gegenreformation aufgehalten werden konnte. Mit militärischer Gewalt war es nicht mehr möglich Europa zu rekatholisieren. Allerdings war mit der Niederlage der Armada die spanische Seeherrschaft noch nicht ernsthaft gefährdet. In England herrschte die Sorge vor einer weiteren Invasion.
Auf englischer Seite sammelte man kurz nach der Abwehr des spanischen Invasionsversuchs eine Gegenarmada. Diese wurde von Drake und John Norreys befehligt. Ursprünglich war lediglich ein Angriff zur Zerstörung von Kriegsschiffen geplant. Durch den Einfluss des portugiesischen Prinzen António von Crato wurde das Ziel erweitert. Dieser versicherte, wenn er unterstützt von den Engländern und Franzosen in Portugal landen würde, käme es zu einer Erhebung gegen die spanischen Besatzer. Elisabeth I. und andere hatten daran erhebliche Zweifel. Drake, unterstützt von einer Kriegspartei um Robert Devereux, 2. Earl of Essex, sah dies anders. Letztlich gab Elisabeth I. deren Drängen nach. Sie ordnete an, dass zuerst die spanischen Kriegsschiffe vernichtet werden sollten. Danach sollte die Flotte eine Insel der Azoren erobern, um dort einen Stützpunkt zu errichten. Ein Angriff auf Lissabon war nicht vorgesehen.
Die Krone war durch die hohen Kosten bei der Abwehr der Armada nicht in der Lage die Expedition zu finanzieren. Elisabeth I. bewilligte nur 20.000 Pfund und stellte sechs Kriegsschiffe. Die übrige Flotte wurde durch die beiden Befehlshaber und ein Konsortium von Kaufleuten finanziert. Insgesamt beteiligten sich etwa 80 Schiffe an dem Unternehmen. Hinzu kam eine Landungsarmee. Diese war zwischen 11.000 und 20.000 Mann stark. Allerdings handelte es sich vielfach um wenig erfahrene, auf Beute hoffende Freiwillige. Zudem waren die Lebensmittel- und Munitionsvorräte gering.
Die Flotte verließ im April 1589 England. Es kam nach der Überfahrt zur Plünderung der Unterstadt von Coruña. Es gelang den Engländern allerdings nicht, die Zitadelle zu erobern. Nachdem sich Epidemien breit machten, fuhr die englische Flotte nach zwei Wochen wieder ab. Dies gab den Spaniern Zeit, die Verteidigung von Lissabon vorzubereiten. Die Flotte versuchte nicht, die in Santander und anderen Orten ankernden spanischen Kriegsschiffe zu zerstören, sondern setzten die Truppen bei Peniche weit nördlich von Lissabon an Land. Die Flotte selbst wollte die Stadt von Süden her angreifen.
Die Landungstruppen wurden vom Earl of Sussex geführt. Die Truppen brauchten sieben Tage, ehe sie Lissabon erreichten. Viele Soldaten desertierten oder starben unterwegs. Anders als erhofft, wurden die Engländer nur von wenig Portugiesen unterstützt. Bei ihrer Ankunft fanden sie Lissabon verteidigungsbereit vor. Ohne Geschütze konnten die Engländer gegen die Befestigungen nichts ausrichten und die Flotte lief nicht in den Hafen ein, um die Stadt von See anzugreifen. Nach einigen Wochen schifften sich die Soldaten wieder ein. Die Flotte hatte inzwischen zahlreiche Versorgungsschiffe aufgebracht. Es kam noch zur Plünderung von Vigo, aber ungünstige Windverhältnisse verhinderten die Fahrt zu den Azoren. Die Flotte löste sich daraufhin auf. Das Unternehmen hatte keines der Ziele erreicht. Tausende Männer waren vor allem an Krankheiten gestorben und finanziell war die Expedition ein Desaster. In der Folge fiel Drake für Jahre in Ungnade bei der Königin.

### Freibeuterkrieg

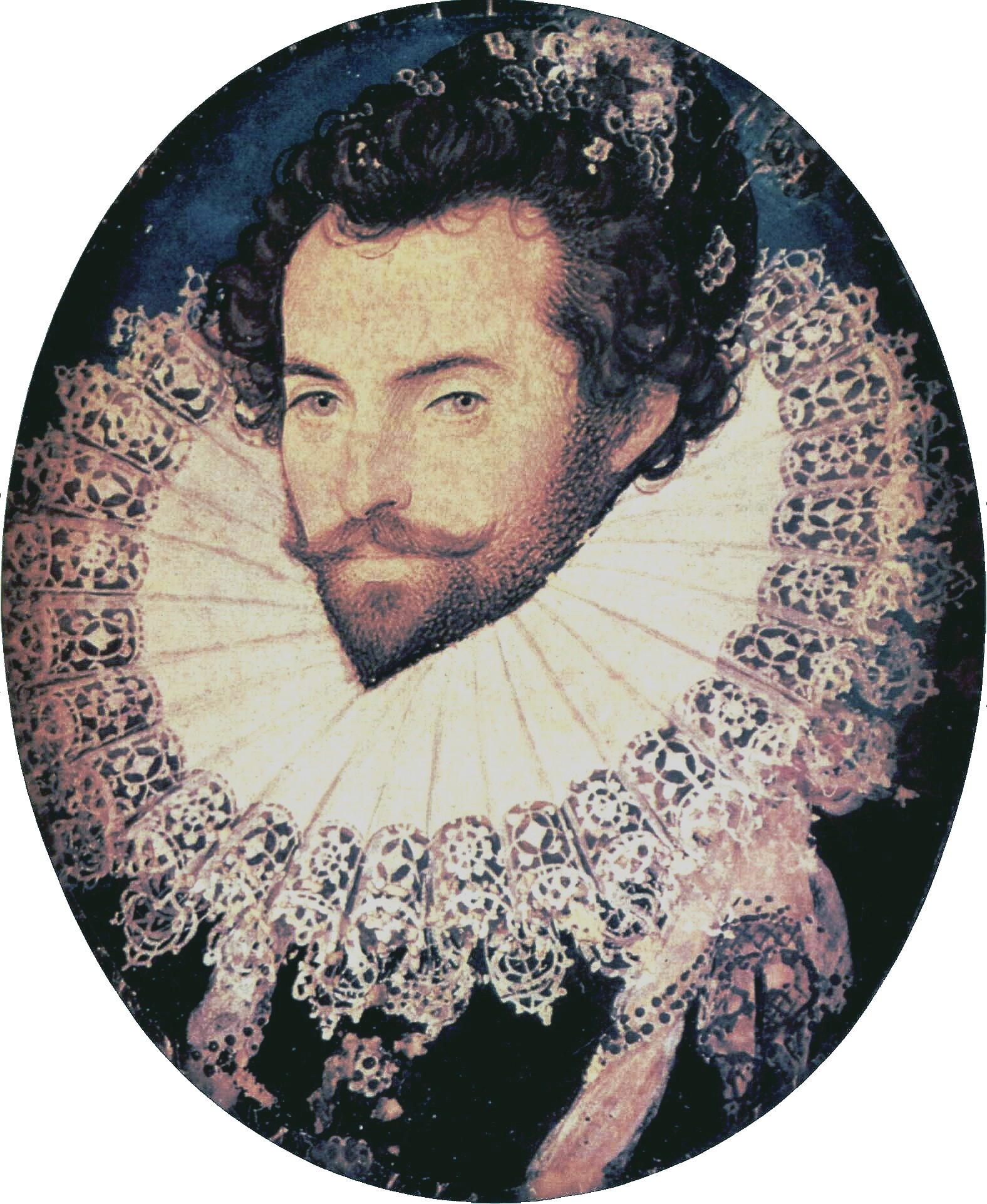
Porträt von Sir Walter Raleigh im Alter von 32 Jahren

Die Kosten der Seekriegsführung waren hoch und betrugen in England bis 1592 1,7 Millionen Pfund. Nach dem Scheitern der Expedition nach Portugal wurden größere Unternehmen auf englischer Seite zunächst weitgehend vermieden. Der Seekrieg war weitgehend den Freibeutern überlassen. Dies beschränkte sich keineswegs nur auf die englische und holländische Seite. Für die Spanier kämpften die Freibeuter aus Dünkirchen. Diese störten insbesondere die englische und holländische Fischerei.  Das Fehlen größerer Operationen gab den Spaniern Gelegenheit, sich von der Niederlage der Armada zu erholen. Die verstärkten englischen Kaperfahrten trafen bald auf reorganisierte und durch schnelle Fregatten besser geschützte spanische Konvois.
Dennoch war diese Zeit eine Hochzeit der englischen Freibeuter. Beispiele sind etwa die Unternehmungen von George Clifford, 3. Earl of Cumberland, Frobisher oder Raleigh. Cumberland hatte schon vor dem Angriff der spanischen Armada zwei Kaperfahrten unternommen. Im Jahr 1589 unternahm er mit sieben Schiffen eine Fahrt nach Portugal und den Azoren, brachte eine Reihe Schiffe auf und plünderte die Stadt St. Michael. Teils mit, teils ohne Unterstützung von Elisabeth I. folgten fast jährlich ähnliche Unternehmungen Cumberlands. Die elfte und letzte Reise erfolgte 1598 mit insgesamt zwanzig eigenen Schiffen. Er dehnte seinen Aktionsradius bis Westindien aus und verhinderte durch seine Anwesenheit in diesen Gewässern die Ausfahrt und Heimfahrt der Silberflotte mit schweren wirtschaftlichen Folgen für Spanien Diese Kaperfahrten blieben bis zum Friedensschluss ein wichtiger Teil des Krieges. Die Freibeuter beschränkten sich dabei nicht nur auf den nördlichen Atlantik. Beispielsweise wurden auch die brasilianischen Orte Bahia (1586), Santos (1591) oder Recife (1595) überfallen und geplündert.
Die Fahrten brachten hohe Gewinne und vermehrten das verfügbare Kapital. Von den Kaperfahrten profitierten vor allem die Londoner Kaufleute. Viele von diesen hatten vor dem Krieg den Handel mit Spanien beherrscht und investierten die Gewinne nunmehr verstärkt in den Handel mit überseeischen Gebieten. Der Handel mit Brasilien, Westafrika und dem Mittelmeer nahm an Umfang zu. Später kamen auch Ostindien, die Karibik und Nordamerika hinzu.

### Westindische Expedition
Die Engländer unterstützten in dieser Zeit die Niederländer mit Geld und Soldaten beim Kampf gegen die Spanier im Landkrieg. Außerdem half man den französischen Hugenotten, während die katholische Gegenseite bei den bürgerkriegsähnlichen Hugenottenkriegen von den Spaniern unterstützt wurde.
Im Jahr 1590 operierten zwei englische Flotten unter Thomas Howard, 1. Earl of Suffolk und Martin Frobisher im Atlantik. Deshalb konnte die spanische Silberflotte aus Amerika nicht den Atlantik überqueren. Dadurch verschlechterte sich die finanzielle Situation der spanischen Regierung stark.

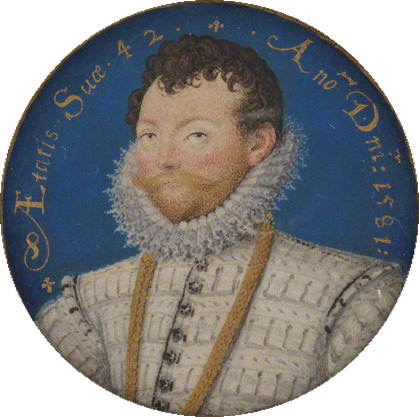
Francis Drake (Miniatur von Nicholas Hilliard, 1581)

Drake und Hawkins waren zu Befehlshabern eines Unternehmens gegen Westindien ernannt worden. Eine Idee von Drake war die Einnahme von Panama zur Unterbrechung der Schatztransporte. Erste Planungen fielen ins Jahr 1594. Die Befehlshaber und Elisabeth I. stritten über Monate über die Ziele und die Finanzierung des Unternehmens. Unterbrochen wurden die Vorbereitungen durch einen spanischen Überfall auf Cornwall 1595. Außerdem machten Gerüchte über bevorstehende Invasionen in England und Irland die Runde.
Erst als die Nachricht kam, dass im Hafen von Puerto Rico ein spanisches Schatzschiff mit einer extrem wertvollen Fracht havariert war, kam Bewegung in den Plan. Die Erbeutung der Ladung wurde zum primären Ziel der Expedition. Anschließend sollte der Überfall auf Panama erfolgen. Das Vorhaben blieb nicht geheim, so dass die Spanier in Westindien von der Bedrohung erfuhren.
Die englische Flotte lief am 28. August 1595 aus. Sie bestand aus sechs königlichen Kriegsschiffen. Diese gehörten zu den Besten der Flotte. Hinzu kamen etwa 20 stark bewaffnete Handelsschiffe. An Bord waren 1500 Seeleute und 1000 Soldaten. Die beiden Oberbefehlshaber waren tief zerstritten. Gegen Hawkins setzte sich Drake durch: Statt auf direktem Weg Puerto Rico anzulaufen, sollte zuvor Las Palmas auf den Kanarischen Inseln geplündert werden. Dieses Vorhaben scheiterte.
Durch Gefangene erfuhren die Spanier von dem Ziel Puerto Rico und informierten die dortigen Behörden. Die Engländer waren offenbar davon ausgegangen, dass die spanischen Kolonien wie noch 1585 kaum verteidigt waren. Die Spanier hatten inzwischen dort nicht nur eine Flotte, sondern hatten auch die Städte befestigt.
Als die Engländer vor Puerto Rico ankamen, fanden sie die Stadt stark befestigt und im Verteidigungszustand vor. Hawkins starb zu dem Zeitpunkt wohl an Fieber. Drake unternahm mehrere verlustreiche Versuche, die Stadt einzunehmen, musste aber schließlich abziehen. Die Flotte fuhr nun in Richtung Panama. Auf dem Weg wurden Riohacha und Santa Marta geplündert. Nombre de Dios wurde eingenommen und in Brand gesteckt.
Am 29. Dezember wurden die Truppen an Land gesetzt, um Panama zu erobern. Sie gerieten in einen Hinterhalt und damit war die Eroberung der Stadt gescheitert. In der Flotte grassierte auf dem Weg nach Nicaragua eine Fieberepidemie, an der auch Drake starb. Auf der Rückreise verteidigte sich die Flotte in der Schlacht bei Pinos gegen eine überlegene spanische Flotte, ehe die Schiffe wieder in England ankamen.

### Weiterer Verlauf
Die spanischen Maßnahmen zur Verteidigung ihrer Kolonien in der Karibik, in Süd- und Mittelamerika hatten sich als erfolgreich erwiesen. Der Verkehr zwischen Spanien und Amerika war trotz des Krieges sicherer als zwanzig Jahre zuvor. Auf Dauer war es nicht gelungen, die spanische Flotte nachhaltig zu schwächen. Die verlorenen Schiffe waren ersetzt worden und in England befürchtete man eine neue Invasion. Tatsächlich unternahm Philipp II. 1596 erneut einen großangelegten Invasionsversuch, der aber am schlechten Wetter scheiterte.

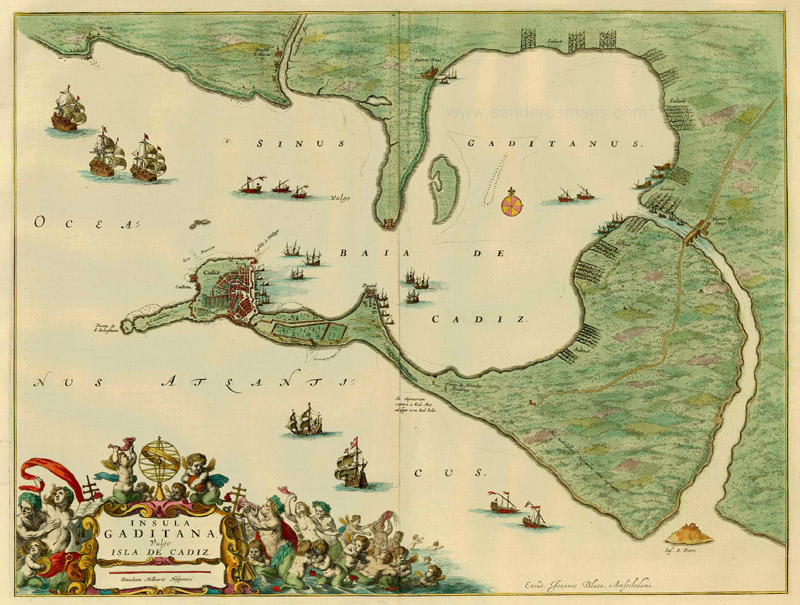
Golf von Cádiz im 17. Jahrhundert

Die Spanier lagen schon seit längeren im Krieg auch mit Heinrich IV. von Frankreich und belagerten Calais. Elisabeth I. war bereit zur Verteidigung beizutragen, wenn ihr der Besitz der einst englischen Stadt zugesichert würde. Dazu kam es nicht. Bevor es zu einer Einigung kam, eroberten die Spanier die Stadt. Dennoch schien sich 1596 eine weitere Ausweitung des Konfliktes anzudeuten, als England, Frankreich und die Niederländer einer Tripelallianz abschlossen. Dies bedeutete die offizielle völkerrechtliche Anerkennung der Republik der Sieben Vereinigten Provinzen durch bedeutende Mächte. Allerdings löste sich Frankreich bereits zwei Jahre später wieder aus dem Bündnis.
Vor dem Hintergrund einer bevorstehenden spanischen Invasion wurde 1596 ein neues großes Flottenunternehmen unter Charles Howard, 1. Earl of Nottingham, Robert Devereux, 2. Earl of Essex, Walter Raleigh und Thomas Howard sowie dem holländischen Admiral Jan van Duijvenvoorde gegen Cádiz unternommen.
Daran beteiligt waren 17 englische und 24 holländische Kriegsschiffe sowie zahlreiche bewaffnete Handelsschiffe. Insgesamt bestand die Flotte aus 150 Schiffen mit fast 6800 Seeleuten und 7400 Soldaten. Es gelang in den weitgehend unverteidigten Hafen einzudringen und zahlreiche dort liegende Schiffe zu zerstören. Auch die Stadt selbst wurde eingenommen und geplündert. Der Schaden soll auf spanischer Seite bei zwei Millionen Dukaten gelegen haben. Einige Befehlshaber wollten die Stadt in Besitz nehmen, konnten sich im Kriegsrat aber nicht damit durchsetzen. Daher segelte die Flotte wieder ab. Die Flotte segelte zu den Azoren. Einige Inseln wurden geplündert und zeitweise besetzt. Die Befehlshaber hofften, eine spanische Schatzflotte abfangen zu können. Diese konnte sich aber in einen Hafen retten. Die Schiffe kehrten nach England zurück. Finanziell erwies sich auch diese Expedition als Fehlschlag. Während die Bevölkerung Essex als Eroberer feierte, ließ ihn die Königin wegen der geringen Ergebnisse des Unternehmens, und weil sie ihm seine Popularität neidete, inhaftieren.
Im Frühjahr 1597 versuchte eine spanische Flotte nach Irland zu segeln, um dort Truppen zu landen. Dieses Unternehmen wurde so geheim ausgeführt, dass es von den Engländern unbemerkt blieb. Nur ein Sturm verhinderte den Erfolg. Die Engländer und Holländer antworteten mit einer Flottenexpedition nach Spanien. Sie sollte Coruña und Ferrol angreifen und danach eine Azoreninsel zum Abfangen der Schatzflotte besetzen. Da es nicht gelang, den Gegner zu überraschen, segelte die Flotte zu den Azoren, um von dort die Silberflotte abzufangen. Die Abwesenheit der englischen Schiffe nutzten die Spanier, um ihrerseits einen westlich gelegenen englischen Hafen einzunehmen, um diesen als Stützpunkt für ihre Operationen in Irland und als Stützpunkt gegen die zurückkehrende englische Flotte zu nutzen. Auch dies misslang wegen eines starken Sturms.
Im Jahr 1599 zogen die Spanier eine große Flotte aus Segelschiffen und Galeeren zusammen. Diese wurde aber – anders als zunächst geplant – gegen die Niederländer eingesetzt. Die Engländer hatten dagegen ihrerseits eine der stärksten Kriegsflotten dieser Zeit zusammengestellt, aber diese kam nicht zum Einsatz. In den Jahren 1600 und 1601 beschränkte sich die englische Flotte, wegen erster Friedensverhandlungen, im Wesentlichen auf die Überwachung der spanischen Küste. Daneben fanden einige große Freibeuterunternehmen statt. Die Überwachung konnte nicht verhindern, dass 1601 eine spanische Flotte Soldaten zur Unterstützung des Rebellen Earl of Tyrone bringen konnte. Die Spanier wurden von den Engländern in Irland blockiert und schließlich zur Übergabe gezwungen. Im Jahr 1602 konnte die englisch-holländische Blockadeflotte zahlreiche gegnerische Schiffe aufbringen und machte auch Beute an Land. Außerdem gelang es, eine in Richtung Niederlande fahrende Galeerenflotte abzufangen.

## Friedensschluss

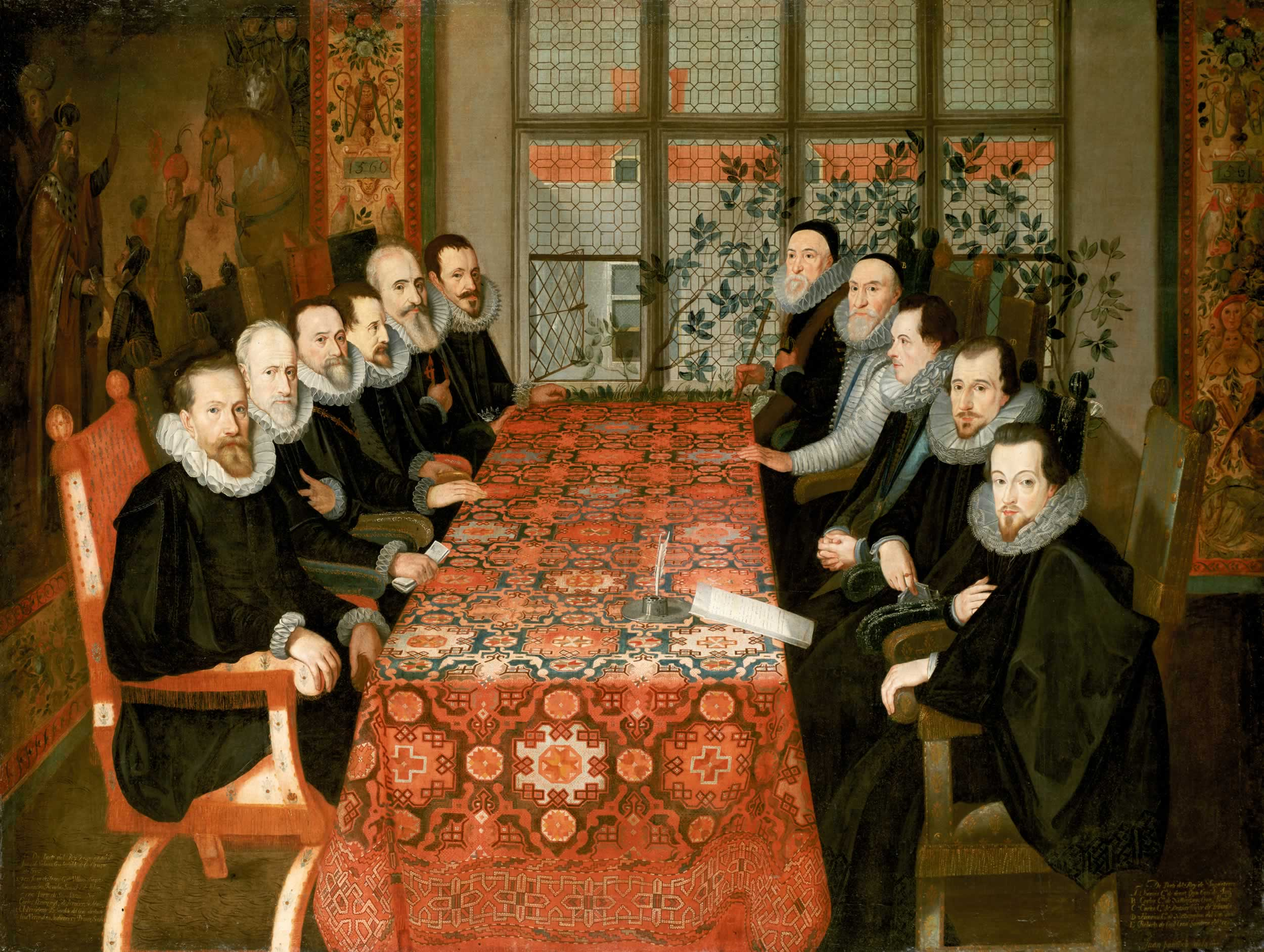
Unterzeichnung des Friedensvertrages 1604. Auf englischer Seite: Thomas Sackville, Charles Howard, Charles Blount, Henry Howard und Robert Cecil; auf spanischer Seite: Juan de Velasco, Juan de Tassis, Alessandro Robido, Charles de Ligne, Jean Richardot und Louis Verekyn.

Nicht zuletzt die kriegerischen Auseinandersetzungen mit England und den Niederlanden auf der einen Seite und sinkenden Einnahmen aus den amerikanischen Kolonien auf der anderen Seite führten 1596 erneut zu einem Staatsbankrott Spaniens. Philipp II. starb 1598 und sein Sohn und Nachfolger Philipp III. wollte auch vor dem Hintergrund der ökonomischen Situation den langen Krieg beenden. Auch auf englischer Seite war man kriegsmüde. Erste Verhandlungen zwischen beiden Seiten scheiterten an überzogenen Forderungen der Engländer. Vor dem Hintergrund des bevorstehenden Todes von Elisabeth I. liefen 1603 keine englische Flotten mehr gegen Spanien aus.
Nach seiner Thronbesteigung sah es Jakob I. als vordringlichste Aufgabe an, den Krieg mit Spanien zu beenden. Er verkündete bereits 1603 ein Antipirateriegesetz. Die Verhandlungen zu einem Friedensabkommen fanden im Somerset House on the Strand in London statt. Sie dauerten vom Mai bis August 1604. Bereits im Juli wurde der Durchbruch erzielt. Unter anderem wurde vereinbart, geplünderte Güter zurückzugeben oder dafür Entschädigung zu zahlen. Des Weiteren verzichtete Spanien auf die Unterstützung der Gegenreformation in England. Dafür sagte England zu, die Aufständischen in den Niederlanden nicht weiter zu unterstützen. Auch englische Freibeuteraktionen wurden verboten. Dafür wurde der Ärmelkanal für spanische Schiffe geöffnet. Es war den Spaniern nicht gelungen, den Engländern den Handel in West- und Ostindien zu verbieten. Diese erkannten nun den Besitz der besiedelten Gebiete an. Die Engländer fassten das Fehlen eines expliziten Handelsverbots als Erlaubnis für den Handel auf. Die Spanier hingegen legten den aus ihrer Sicht unerlaubten Handel als Piraterie aus. Die Unterzeichnung des Vertrages fand am 28. August 1604 statt.